# Cedarpelta bilbeyhallorum
La cedarpelta (Cedarpelta bilbeyhallorum) è un dinosauro erbivoro appartenente agli anchilosauri, o dinosauri corazzati. Visse alla fine del Cretaceo inferiore (Albiano, circa 105 milioni di anni fa) e i suoi resti sono stati ritrovati in Nordamerica (Utah). È considerato uno dei più grandi e primitivi anchilosauridi.

## Descrizione
Questo dinosauro è noto per alcuni resti fossili che comprendono due crani, di cui uno articolato e quasi completo. Il cranio, lungo circa 60 centimetri, possedeva un muso stretto e privo dell'ornamentazione tipica degli anchilosauridi; la superficie delle ossa della volta cranica, invece, era rugosa. Stranamente per un anchilosauro, un cranio di Cedarpelta è stato ritrovato disarticolato; ciò ha permesso ai paleontologi di esaminare le singole ossa, invece di limitarsi ad analizzare una sola unità ossificata. Cedarpelta raggiungeva probabilmente gli 8,5 metri di lunghezza e possedeva un corpo ricoperto da file di pastre ossee immerse nella pelle (osteodermi).

## Classificazione
I fossili di Cedarpelta sono stati ritrovati nella formazione Cedar Mountain (da cui il nome Cedarpelta, che significa “scudo di Cedar Mountain”). Il primo studio su questo animale (Carpenter et al., 2001) fece rilevare le caratteristiche primitive del cranio, e i paleontologi ritennero che Cedarpelta potesse essere un gigantesco membro primitivo degli anchilosauridi, il gruppo di dinosauri corazzati dotato di una coda a clava. Le parentele, in particolare, erano da ricercarsi tra gli shamosaurini (Shamosaurus e Gobisaurus) asiatici, di dimensioni minori. Un altro studio (Vickaryous et al., 2004) avvicinò invece Cedarpelta ai nodosauridi, un'altra famiglia di anchilosauri rappresentata da forme dai lunghi aculei ai fianchi. Nuovi resti fossili hanno però convalidato l'interpretazione originale.